# Stenagostus rufus
Stenagostus rufus е вид бръмбар от семейство Полски ковачи (Elateridae). Видът не е застрашен от изчезване.

## Разпространение
Разпространен е в Австрия, Беларус, Белгия, Босна и Херцеговина, България, Германия, Естония, Испания, Италия (Сардиния и Сицилия), Латвия, Литва, Норвегия, Полша, Румъния, Русия (Калининград), Словакия, Словения, Украйна, Унгария, Франция (Корсика), Хърватия, Чехия, Швейцария и Швеция.